# Василиос Пападимитриу
Василиос Пападимитриу (Солун, 21. мај 1948) бивши је грчки, атлетичар, који се спацијализовао за скок увис.
sports-reference.

## Значајнији резултати
Прво значајније међународно такмичење на којем је учествовао било је 2. Европско првенство у дворани 1971. у Софији где је завршио на 15. месту резултатом 2,05 м.. На Летњим олимпијским играма 1972. у Минхену делио је 12—13 место резултатом  2,15 метара..
Освојио је бронзану медаљу на 4. Европском првенству у дворани 1973. у Ротердаму резултатом 2,17 м,  иза Иштвана Мајора из Мађарске  са скок од 2,20 м, и  другопласираног Чехословака Јиржија Палкоковског  такође са 2,20 метара. На следећем Европском првенству у дворани 1974.  у Гетеборгу заузео је 20. место 2,05 метара. Елиминисан је у квалификацијама на Европском првенству 1974.  у Риму  и Европско првенству 1978. у Прагу.
Два пута је освајао балканско првенство 1972. и 1973.
Пападимитриу је обарао рекорд Грчке у скоку увис неколико пута, да би се зауставио на висини 2,21 м  24. августа 1973. у Атиниу.

## Лични рекорди
| Скок увис    | Резултат | Место               | Датум            |
| ------------ | -------- | ------------------- | ---------------- |
| на отвореном | 2,21 НР  | Атина, Грчка        | 24. август 1973. |
| у дворани    | 2,17     | Ротердам, Холандија | 11. март 1973.   |